# Portland Trail Blazers 2000-2001
La stagione 2000-01 dei Portland Trail Blazers fu la 31ª nella NBA per la franchigia.
I Portland Trail Blazers arrivarono quarti nella Pacific Division della Western Conference con un record di 50-32. Nei play-off persero al primo turno con i Los Angeles Lakers (3-0).

## Roster
| N° | Naz.                   | Ruolo | Sportivo         | Anno | Alt. | Peso |
| -- | ---------------------- | ----- | ---------------- | ---- | ---- | ---- |
| 1  | Stati Uniti (bandiera) | G     | Rod Strickland   | 1966 | 191  | 79   |
| 2  | Stati Uniti (bandiera) | GA    | Stacey Augmon    | 1968 | 198  | 93   |
| 3  | Stati Uniti (bandiera) | G     | Damon Stoudamire | 1973 | 178  | 78   |
| 4  | Stati Uniti (bandiera) | A     | Antonio Harvey   | 1970 | 211  | 102  |
| 6  | Stati Uniti (bandiera) | GA    | Bonzi Wells      | 1976 | 196  | 95   |
| 8  | Stati Uniti (bandiera) | G     | Steve Smith      | 1969 | 201  | 91   |
| 11 | Lituania (bandiera)    | C     | Arvydas Sabonis  | 1964 | 221  | 127  |
| 12 | Germania (bandiera)    | A     | Detlef Schrempf  | 1963 | 206  | 97   |
| 21 | Stati Uniti (bandiera) | G     | Erick Barkley    | 1978 | 185  | 80   |
| 23 | Stati Uniti (bandiera) | G     | Gary Grant       | 1965 | 191  | 84   |
| 30 | Stati Uniti (bandiera) | AC    | Rasheed Wallace  | 1974 | 208  | 102  |
| 33 | Stati Uniti (bandiera) | GA    | Scottie Pippen   | 1965 | 203  | 95   |
| 34 | Stati Uniti (bandiera) | A     | Dale Davis       | 1969 | 211  | 104  |
| 40 | Stati Uniti (bandiera) | AC    | Shawn Kemp       | 1969 | 208  | 104  |
| 50 | Stati Uniti (bandiera) | G     | Greg Anthony     | 1967 | 183  | 80   |
| 55 | Stati Uniti (bandiera) | C     | Will Perdue      | 1965 | 213  | 109  |

## Staff tecnico
- Allenatore: Mike Dunleavy
- Vice-allenatori: Mike D'Antoni, Tim Grgurich, Tony Brown, Jim Eyen, Neal Meyer